# 테드 코펠
에드워드 제임스 마틴 코펠(Edward James Martin Koppel, 1940년 2월 8일~)은 미국의 언론인으로, 1980년 프로그램 시작부터 2005년까지 나이트라인의 앵커로 가장 잘 알려져 있다.
나이트라인 이전에 그는 20년 동안 ABC의 방송 언론인이자 뉴스 앵커로 활동했다. 나이트라인의 진행자가 된 후, 그는 미국 텔레비전에서 뛰어난 진지한 인터뷰 진행자 중 한 명으로 평가받았다. 1980년 첫 방송 후 5년 만에 이 프로그램은 매일 밤 약 750만 명의 시청자를 확보했다.
나이트라인을 떠난 후 코펠은 디스커버리 채널의 주필, NPR과 BBC 월드 뉴스 아메리카의 뉴스 분석가, 브라이언 윌리엄스의 록 센터 기고자로 활동했다. 2016년부터 코펠은 CBS 뉴스 선데이 모닝의 선임 기고자로 활동하고 있다. 외신 및 외교 특파원으로서 그의 경력은 9개의 해외 언론 클럽상과 43개의 에미상을 포함하여 수많은 상을 안겨주었다.

## 어린 시절과 교육
에드워드 제임스 마틴 코펠은 외동아들로 잉글랜드 넬슨에서 태어났다. 그의 부모는 아돌프 히틀러와 나치즘의 부상 이후 독일을 탈출한 독일계 유대인이었다. 독일에서 코펠의 아버지는 타이어 제조 회사를 운영했다. 영국 경제를 돕기 위해 영국의 내무장관은 그와 그의 아내를 랭커셔주, 잉글랜드로 공장을 이전하도록 초대했고, 그곳에서 전쟁이 일어날 경우 보호를 약속받았다. 공장은 1936년에 이전되었지만, 1939년 유럽에서 전쟁이 발발하자 코펠의 아버지는 적성 외국인으로 선언되어 약 1년 동안 맨섬에 수감되었다.
코펠은 아버지가 끌려간 직후인 1940년에 태어났다. 어린 아들을 부양하기 위해 그의 어머니는 개인 보석을 팔고 런던에서 허드렛일을 했다. 구금에서 풀려난 후, 코펠의 아버지는 잉글랜드에서 일하는 것이 허용되지 않았으며, 그의 아내도 일하는 것을 허락하지 않았다. 전쟁이 끝난 후, 가족은 압수된 자산에서 약간의 돈을 벌어 미국으로 떠나기로 결정했다. 잉글랜드에 있는 동안 테드 코펠은 더비셔의 애봇숄름 학교에서 학생으로 있었다. 1953년 그가 13세였을 때, 가족은 미국으로 이민을 갔다. 그곳에서 그의 어머니 앨리스는 가수이자 피아니스트가 되었고, 그의 아버지 에드윈은 타이어 공장을 열었다. 코펠의 어린 시절 영웅은 라디오 방송인 에드워드 R. 머로였다. 런던 폭격 당시 그의 사실적인 보도는 그에게 언론인이 되겠다는 영감을 주었다.
뉴욕의 사립 예비학교인 맥버니 학교에 다닌 후, 코펠은 시러큐스 대학교에 다녔고, 20세에 이학사 학위를 받고 졸업했다. 그는 파이 카파 알파 사교 클럽의 알파 카이 챕터 회원이었다. 한 룸메이트는 코펠이 "놀랍도록 집중력이 좋았고 사진 같은 기억력을 가지고 있었다. 그는 거의 모든 대화를 기억한다. 그리고 그 남자는 잠이 필요 없었다"고 회상했다.
코펠은 이어서 스탠퍼드 대학교로 진학하여 대중매체 연구와 정치학 분야에서 인문사회 석사 학위를 받았다. 스탠퍼드에서 그는 미래의 아내 그레이스 앤 도니를 만났다.

## 경력

### 초기 경력

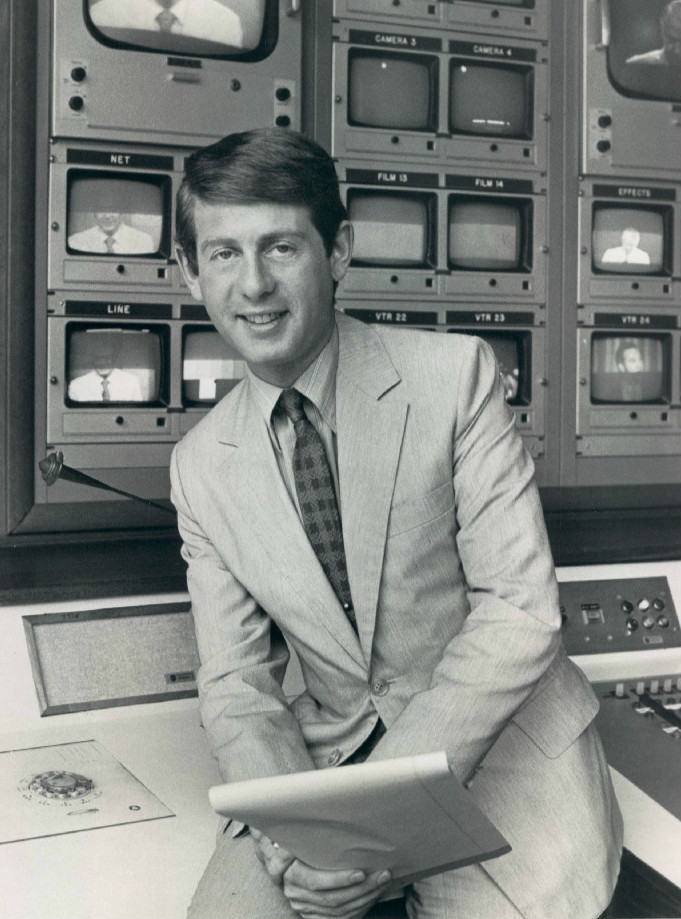
1976년 ABC 뉴스 외교 특파원 시절의 코펠

코펠은 뉴욕 타임스의 카피보이와 뉴욕 WMCA 라디오의 작가로 고용되기 전에 잠시 교사로 일했다. 1963년 6월, 그는 ABC 라디오 뉴스가 고용한 최연소 특파원이 되어 일일 플레어 리포트 프로그램에서 일했다. 1963년 케네디 암살에 대한 찰스 오스굿과의 보도는 전국 뉴스 시청자들의 주목을 받았다. 그는 짧은 보도를 할 예정이었으나, 위기 동안의 지연으로 인해 한 시간 반 동안 즉흥적으로 말해야 했다.
1964년, 그는 여러 대통령 후보 지명 대회를 처음으로 취재했다. 그는 또한 셀마 (앨라배마주)에서 흑인 민권 운동을 취재하기 시작했다. ABC 관계자들은 코펠이 쉬운 언어를 사용하여 문제를 명확히 하는 능력에 감명을 받았다. 1966년, 그는 베트남 전쟁의 ABC 뉴스 특파원이 되어 라디오 방송에서 전국 텔레비전으로 옮겨갔다. 그는 네트워크가 그의 아내와 두 자녀를 근처에 머물 수 있도록 홍콩으로 보내기로 동의한 후에야 이 임무를 수락했다. 가기 전에 그는 베트남어를 배우기 위한 과정을 이수했다.
그는 1968년 리처드 닉슨의 선거 운동을 취재하기 위해 돌아왔고, 이후 홍콩 지국장이자 미국 국무부 특파원으로 활동하며 헨리 키신저와 우정을 쌓았다. 닉슨의 고문 존 얼리히먼에 따르면, 코펠과 키신저의 우정은 유대인 난민 부모를 두고 어린 시절 미국으로 이민을 온 비슷한 배경 때문이었다.
코펠은 1972년 미국 대통령 리처드 닉슨과 함께 중국을 방문한 사람들 중 한 명이었다. 그는 USC 미중 연구소의 미국 미디어의 중국 보도에 대한 다큐멘터리 시리즈 "어사인먼트: 차이나"에서 이 이야기를 했다. 코펠은 이 여행을 "달의 어두운 면으로의 여행"에 비유했다. 1975년에는 토요일 ABC 이브닝 뉴스의 앵커를 맡았고, ABC 라디오에 계속해서 보도를 했다.
코펠은 1975년 키신저가 이집트와 이스라엘에서 회담을 가질 때 동행하는 등 국무부 해외 회의를 자주 보도했다. 그는 키신저에 대해 이렇게 말했다. "나는 헨리를 매우 존경한다. 그는 일류의 지성을 가지고 있다. 그와 30분 동안 대화하면 다른 사람들과 몇 시간 동안 대화하는 것보다 외교 정책 문제에 대해 더 나은 통찰력을 얻을 수 있다."
1970년대 중반, 코펠은 아내가 조지타운 로스쿨에서 교육을 마칠 수 있도록 자녀와 함께 집에 머무르기 위해 1년간 경력을 중단했다. 코펠의 결정은 ABC 뉴스 사장 루네 알리지를 화나게 했고, 그는 코펠이 네트워크로 돌아왔을 때 뉴스 앵커 자리에서 강등시켰다.
1979년 4월, 그는 핵전쟁의 위험성을 설명하는 데 초점을 맞춘 11부작 시리즈 "Second to None?"의 선임 기자였다. 그는 직접 조사를 했고 "과거에는 거의 관심을 기울이지 않았지만 미래가 있다면 미래에는 반드시 그래야 할 청중에게 복잡한 자료를 제시"하고 싶었다. 이 시리즈로 그는 앨프레드 I. 듀폰-컬럼비아 대학교 상을 받았다.

### 나이트라인 진행자
1980년, 코펠은 나이트라인이라는 심야 뉴스 프로그램의 진행자로 활동하면서 유명해졌다. 이 프로그램은 1979년 11월 초에 시작된 444일간의 이란 인질 사태에 대한 일련의 특별 보도에서 비롯되었으며, 이 기간 동안 이란 무장 세력은 52명의 미국인을 인질로 잡았다. 처음에는 이 프로그램이 '이란 위기: 미국은 인질로 잡히다'라고 불렸으며, 프랭크 레이놀즈가 진행했다. 코펠은 결국 레이놀즈와 함께 공동 앵커로 합류했다. 1980년 3월, 이 프로그램은 코펠을 진행자로 하여 나이트라인으로 발전했다. 코펠은 25년 동안 이 프로그램을 진행하다가 2005년 11월 말에 ABC와 나이트라인을 떠났다.
나이트라인을 진행하는 동안 코펠은 1981년부터 미디어 비평과 분석을 제공하는 Viewpoint라는 일련의 특별 프로그램도 진행했다. 이 쇼는 ABC 뉴스 부사장 조지 왓슨이 시청자들이 네트워크에서 접했을지도 모른다고 생각하는 미디어 편향을 해결하기 위한 방법으로 구상되었다. 라이브 시청자 앞에서 방송된 이 쇼는 시청자들에게 이야기가 어떻게 보도되었는지 질문하거나 텔레비전 뉴스를 비판할 기회를 제공했다. Viewpoint는 1981년부터 1997년까지 간헐적으로 방송되었다.
일부 진보 단체들은 코펠이 정부의 관점을 대변하고 있으며 게스트 선정에서 보수주의자를 편애한다고 비난했다. 1980년대 후반, 진보적 미디어 비평 단체인 공정성과 보도 정확성 재단(FAIR)은 정책 입안자와 전직 관료들이 나이트라인 게스트 목록을 지배했으며, 외교 정책 비판자들은 덜 눈에 띄었다고 주장했다. 1987년, 뉴스위크는 그를 "본질적인 기득권 언론인"이라고 불렀다. 코펠은 "우리는 대통령과 그의 내각, 그리고 그들의 사람들에 의해 통치된다. 그리고 그들이 우리의 외교 정책에 책임이 있는 사람들이며, 내가 대화하고 싶은 사람들이 그들이다"라고 응답했다.
1990년, 코펠은 넬슨 만델라를 미국식 타운 홀 미팅에서 인터뷰했다. 같은 해 1990년, ABC 뉴스는 "테드 코펠과 함께하는 나이트라인 베스트"라는 1시간짜리 특별 프로그램을 방영했다.
1997년, 나중에 폴 포트의 죽음 직전에 그를 인터뷰했던 극동경제리뷰 소속 기자 네이트 타이어는 코펠과 ABC 뉴스가 나이트라인에서 타이어와 아시아워크스 텔레비전 비디오그래퍼 데이비드 맥카이가 목격한 폴 포트의 쇼 재판 비디오를 독점적으로 북미에서 사용할 수 있도록 구두 계약을 맺었다고 주장했다. 타이어는 ABC가 ABCNews.com에 인터뷰 비디오의 스크린샷 정지 이미지를 게시함으로써 해당 계약을 위반했다고 주장했다. 이는 실제 비디오를 업로드하지는 않았지만, 해당 사이트가 전 세계에서 접근 가능했기 때문에 라이선스를 위반한 것이라고 말했다.

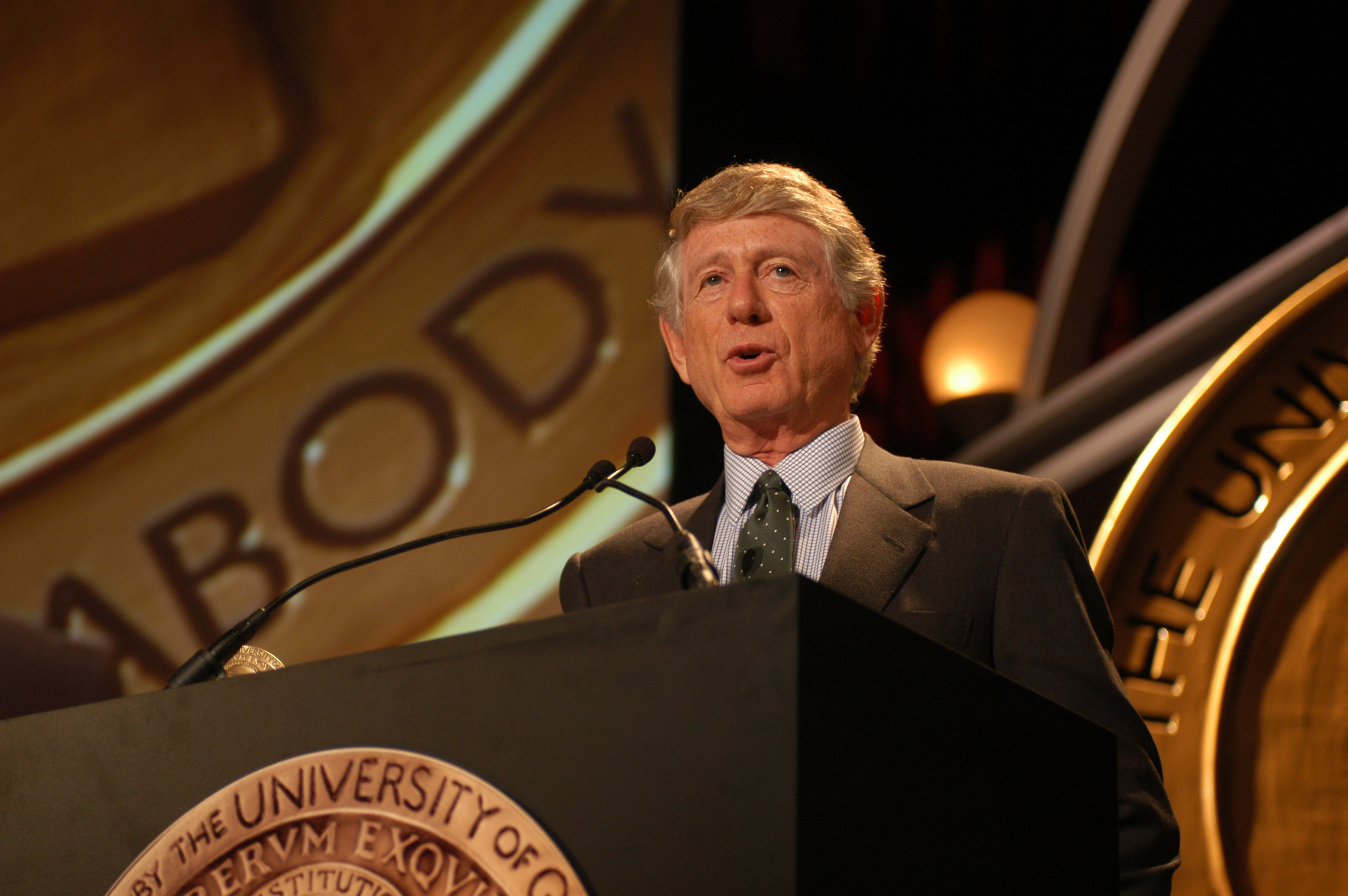
제62회 피바디 시상식의 테드 코펠

2005년 11월 22일, 코펠은 나이트라인에서 25년 만에, ABC에서는 42년 만에 하차했다. 그의 마지막 나이트라인 방송은 앵커가 은퇴할 때 흔히 볼 수 있는 기억에 남는 인터뷰와 유명한 순간들을 담은 클립을 보여주지 않았다. 대신, 그 쇼는 코펠이 1995년 브랜다이스 대학교 사회학 교수 모리 슈워츠와 나눈 인터뷰를 재방송했는데, 슈워츠는 루게릭병으로 죽어가고 있었다.
2020년 3월 24일, 코펠은 나이트라인의 40주년을 기념하기 위해 게스트로 출연하여 자신과 아내가 코로나19 범유행에 어떻게 대처해 왔는지에 대해 이야기했다.

### ABC 퇴사 후 경력

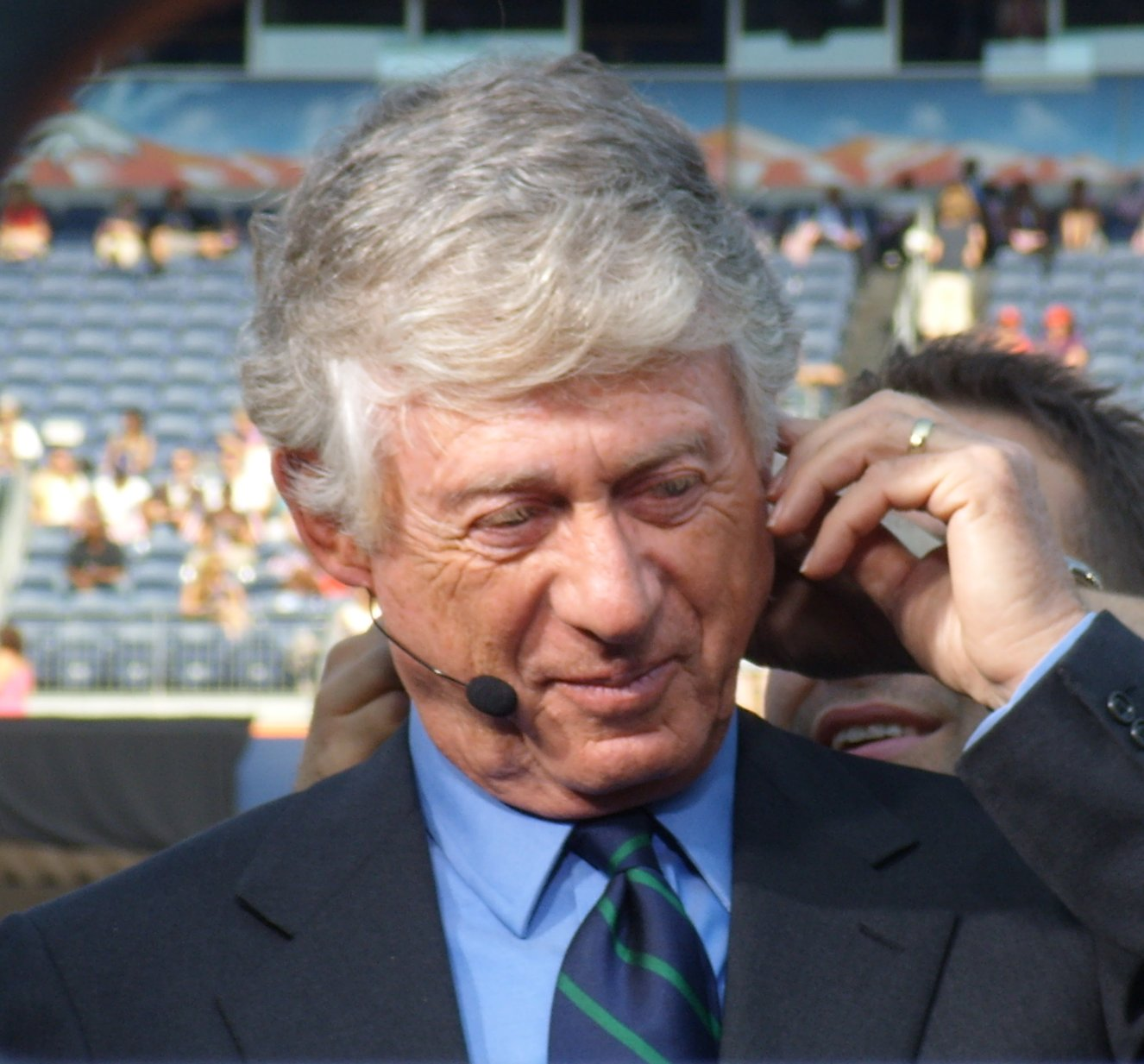
2008년의 코펠

나이트라인 이후 코펠은 다양한 뉴스 미디어 형식에 걸쳐 여러 역할을 맡았다.
- 2006년 1월 29일부터 뉴욕 타임스의 기명 논평 기고 칼럼니스트로 계약했다.[22]

- 나이트라인을 떠난 후 코펠은 디스커버리 채널의 주필로 디스커버리 커뮤니케이션즈와 3년간 파트너십을 맺었다. 디스커버리에 있는 동안 코펠은 다양한 주제에 대한 여러 장편 다큐멘터리를 제작했는데, 2008년 중국에 대한 4부작 미니시리즈는 코펠이 "수년 동안 가장 자랑스러워하는 작업 중 하나"로 꼽았다.[23] 4부작 다큐멘터리 '자본주의 인민 공화국'은 빠르게 변화하는 중국을 광범위하게 조명한다. 이 다큐멘터리는 성장하는 공산주의 경제에서 중국 소비자의 역할을 살펴본다.[24] 코펠과 디스커버리 커뮤니케이션즈는 2008년 11월에 6개월 일찍 계약을 해지하며 결별했고, 이는 코펠이 NBC의 미트 더 프레스에 고용될 것이라는 소문을 불러일으켰다. 코펠은 그 자리에 관심이 없다고 밝혔다.[23]

- 2006년 6월부터 내셔널 퍼블릭 라디오의 모닝 에디션, 올 씽스 컨시더드, 데이 투 데이에 해설을 제공했으며, NPR의 다른 두 선임 뉴스 분석가인 코키 로버츠와 대니얼 쇼어에 합류했다.[25] 이에 따라 그는 2007년 미국 독립선언서의 독립기념일 연례 낭독에 참여했다. 코펠은 2008년 4월에 NPR의 정기 해설을 중단했으며, 2014년에 네트워크에서 뉴스 분석가로 마지막으로 출연했다.[26]

- 코펠은 존 스튜어트의 언론적 양심 역할을 하는 해체된 머리 형태로 극단적인 클로즈업으로 등장하는 더 데일리 쇼에 가끔 게스트로 출연했으며, 때로는 스튜어트 뒤 스크린에 투사되는 이른바 "브라이언 윌리엄스의 거대한 머리"를 대체하기도 했다. 코펠은 "이것이 [코펠]의 실제 머리 크기"라고 농담 반 진담 반으로 주장했다.

- 코펠은 BBC 월드 뉴스 아메리카에서 2008년 공화당 전당 대회와 2008년 민주당 전당 대회를 취재하는 "기고 분석가"로 일했으며[27] 2011년에는 이 프로그램의 특별판을 진행했다.[28]

- 2011년 12월 12일, 코펠은 NBC 나이틀리 뉴스에 브라이언 윌리엄스와 함께 기자로 처음 출연했다. 그는 나중에 NBC의 록 센터의 특별 특파원으로 활동했으며, 이 쇼가 취소될 때까지 계속했다.

- 2013년 8월 6일, 월스트리트 저널은 코펠의 기명 논평 기고문 "테러에 대한 미국의 만성적인 과잉 반응"을 게재했다.[29]

- 2015년 코펠은 미국의 전력망에 대한 대규모 사이버 공격 가능성에 대한 책인 《라이츠 아웃(Lights Out)》: 사이버 공격, 준비되지 않은 국가, 여파에서 살아남기를 출간했다.[30]

- 2016년 3월부터 코펠은 CBS 뉴스 선데이 모닝의 특별 기고자로 활동하고 있다.[31]

## 수상 및 영예
- 방송 언론 부문 8회 앨프레드 I. 듀폰-컬럼비아 대학교 상;[32]
- 외신 보도 부문 최고의 텔레비전 논평으로 9회 해외 언론 클럽상;[33][32]
- 2회 조지 폴크상[32]
- 2회 시그마 델타 카이 상[32]
- 3회 조지 포스터 피바디상[34]
- 1987년: 명예 인문학 박사 학위, 듀크 대학교.[35]
- 2004년: 폴 화이트상, 라디오 텔레비전 디지털 뉴스 협회[36]
- 2006년: 명예 법학박사 학위, 서던캘리포니아 대학교[37]

시러큐스 대학교에 정기적으로 초청 연사로 돌아온다. 그는 학생 운영 WAER의 멤버였으며 시러큐스 학생 언론과 계속 연락을 유지하고 있다. 그는 파이 카파 알파 친목회의 회원이다.

### 에미상
다음을 포함하여 25개의 에미상을 수상했다.
- 1987년: 뛰어난 속보 보도 – 프로그램 (나이트라인)
- 1999년: 뛰어난 탐사 저널리즘 – 프로그램 (나이트라인)
- 1999년: 뛰어난 속보 보도 – 프로그램 (나이트라인)
- 2004년: 뉴스 매거진의 뛰어난 특집 기사 (나이트라인)
- 2007년: 평생 공로상[40]

## 사생활
- 그레이스 앤 도니와 결혼했다. 그는 1963년에 귀화하여 미국 시민이 되었다.[41] 그들은 네 명의 자녀를 두고 있다: 앤드리아(전 언론인), 디어드리, 앤드루, 타라.

- 앤드루 코펠은 2010년 5월 31일 뉴욕시의 한 아파트에서 사망한 채 발견되었는데, 보도에 따르면 하루 종일 술을 마신 후였다고 한다. 사후 독성 검사 결과 불법 약물이 검출되었다.[42]

- 모국어인 영어 외에 독일어와 프랑스어를 구사한다.[7]

- 코펠의 오랜 친구는 전 국무장관 헨리 키신저였다. 두 사람 모두 어린 시절 미국으로 이주했다. 키신저는 전 국무장관 알렉산더 헤이그와 함께 나이트라인에서 가장 자주 출연하는 게스트였다.[16] 1989년 인터뷰에서 코펠은 "헨리 키신저는 솔직히 말해 지난 20년, 어쩌면 30년 동안 우리가 가졌던 최고의 국무장관이다. 분명히 우리 세기 최고의 국무장관 두세 명 중 한 명이다"라고 언급한 후 덧붙였다. "나는 헨리 키신저의 친구라는 것이 자랑스럽다. 그는 비범한 인물이다. 이 나라는 그가 영향력과 권위 있는 자리에 있지 않아 많은 것을 잃었다."[43]

- 1993년, 코펠과 그의 아내는 메릴랜드주 포토맥에 있는 포토맥강이 내려다보이는 16 에이커 (6.5 ha)의 부지를 270만 달러에 매입했다.[44] 그들은 이웃들이 주택 크기를 10,000 ft2 (930 m2)로 제한하는 합의를 지키도록 소송을 제기했다.[44]

## 같이 보기
- 디스커버리의 코펠: 이란, 가장 위험한 국가?